# Зонова, Клавдия Георгиевна
Кла́вдия Гео́ргиевна Зо́нова (9 марта 1897, Дмитриевка, Вятская губерния — 5 мая 1964, Свердловск) — советский педагог, Заслуженный учитель школы РСФСР.

## Биография
Родилась 9 марта 1897 года в деревне Дмитриевка (ныне — Малмыжский район Кировской области) в многодетной семье конторского служащего. Кроме Клавдии росло еще девять детей.
Через месяц оставшись сиротой после смерти матери, девочка воспитывалась у двух старших сестер. Окончив в 1913 году Малмыжскую женскую гимназию, работала учительницей в сельских начальных школах уезда до марта 1923 года. В 1923—1926 годах работала заведующей Малмыжским детским домом, затем была переведена в Малмыжскую опытно-показательную школу-семилетку, в которой проработала до февраля 1931 года.
В течение 1931—1939 годов Клавдия Георгиевна работала в городе Лукоянове Нижегородской области преподавателем биологии и в этот же период времени прослушала цикл лекций при университете и педагогическом институте. С 1940 по 1954 годы работала в городе Свердловске заведующей начальной школой № 60 Октябрьского района. По 1959 год работала заведующей учебной частью младших классов школы № 76 Октябрьского района, после чего вышла на пенсию.
Помимо педагогической деятельности, занималась общественной — неоднократно избиралась депутатом Свердловского городского Совета депутатов трудящихся.
Умерла 5 мая 1964 года в Свердловске. Похоронена на Широкореченском кладбище.
Была награждена орденом Ленина (1949), а также медалями, в числе которых «За трудовую доблесть» (1945) и «За доблестный труд в Великой Отечественной войне 1941—1945 гг.» (1945). В октябре 1954 года «за выдающиеся заслуги в области народного образования» К. Г. Зоновой было присвоено почетное звание «Заслуженный учитель школы РСФСР».